# Jonas Bergqvist
Pär Jonas Bergqvist, folkbokförd Bergkvist, född 26 september 1962 i Hässleholm i Skåne, är en svensk tidigare ishockeyspelare. Han var främst känd för att vid tiden för sin pensionering från ishockeyn ha spelat fler matcher än någon annan i Tre Kronor, samt för att göra helikopterrörelser med sin klubba över huvudet varje gång han hade gjort mål.

## Uppväxt och utbildning
Jonas Bergqvist växte upp i Ängelholm. I unga år arbetade han under sommarloven inom tvätteribranschen på faderns firma Tvätt-Bisse. Bergqvist började på Hockeygymnasiet i Leksand 1979. Han arbetade 1984–1987 på en marknadsföringsbyrå och efter det i fem år på Leksands Sparbank. Jonas Bergqvist var marknadschef på Leksands IF 1994–1998.
Han är bror till Stefan Bergkvist.

## Karriär
Bergqvist spelade forward, och ishockeyfostrades i Rögle BK, men större delen av karriären tillbringades i Leksands IF. Bergqvists smeknamn var "Berka". Bergqvist är den spelare som gjort näst flest landskamper för svenska landslaget, Tre Kronor. Det blev till sist 272 stycken. Han var med om att vinna tre VM under sin karriär, 1987, 1991 och 1998. Bergqvist ingick även i det segrande laget vid OS 1994. Han var proffs i kanadensiska Calgary Flames (1989–1990) och tyska Mannheimer ERC. (1990–1991) och österrikiska VEU Feldkirch (1998–1999).
15 internationella mästerskapsmedaljer, 
VM-Guld -87, -91, -98
VM-Silver -86, -93, -95
VM-Brons -94
OS-Guld -94
OS-Brons -88
Canada Cup-Brons -87, -91
World Cup- Brons -96
EM-Silver -88, -91
EM-Brons -89
Bragdguldet 1987, Guldpucken 1996 (Sveriges bästa hockeyspelare), invald i Svensk ishockeys Hall of Fame och medlem av Svenska idrottsakademin är meriter som sticker ut.
Bergqvist är Stor Grabb nr 137 och är starkt förknippad med tröjnumret 18, vilket han uppbar i såväl landslaget som i Leksands IF, Calgary, Mannheim och Feldkirch. Detta nummer hänger i taket på Tegera Arena i Leksand. 
Efter den aktiva karriären stannade Bergqvist inom Leksands IF:s organisation i sju år som vd. Under den tiden byggdes både Weda skog Arena och Tegera Arena. Han har arbetat som bisittare vid Viasat:s sändningar från ishockey-VM mellan 2000 och 2008. År 2006 lämnade han Leksand för att i stället bli VD för LRF Konsult (idag Ludvig & Co), varefter han arbetade som koncernchef på AJ produkter. I december 2014 blev han kontorschef på Swedbank Stora Torg i Halmstad. Han arbetade sedan som biträdande regionchef och rörelseområdeschef vid Swedbank 2018–2020. Från den 1 juli 2020 driver Bergqvist sitt eget konsultbolag Tvåsjutvå AB, med inriktning på ledar- och grupputveckling, föreläsningar, mentorskap och rådgivning. Var ledamot i Svenska Ishockeyförbundets styrelse under tiden 2010- 2021.
Sitter idag i två styrelser. Ordförande i GN Transport och Kassaförvaltare i Sveriges Centralförening för Idrottens Främjande.
Jonas Bergqvist gav 1999 ut boken "Rekordmannen" som han skrev tillsammans med Pelle Marklund och är utgiven av Sportförlaget.